# الخط الأخضر (لبنان)

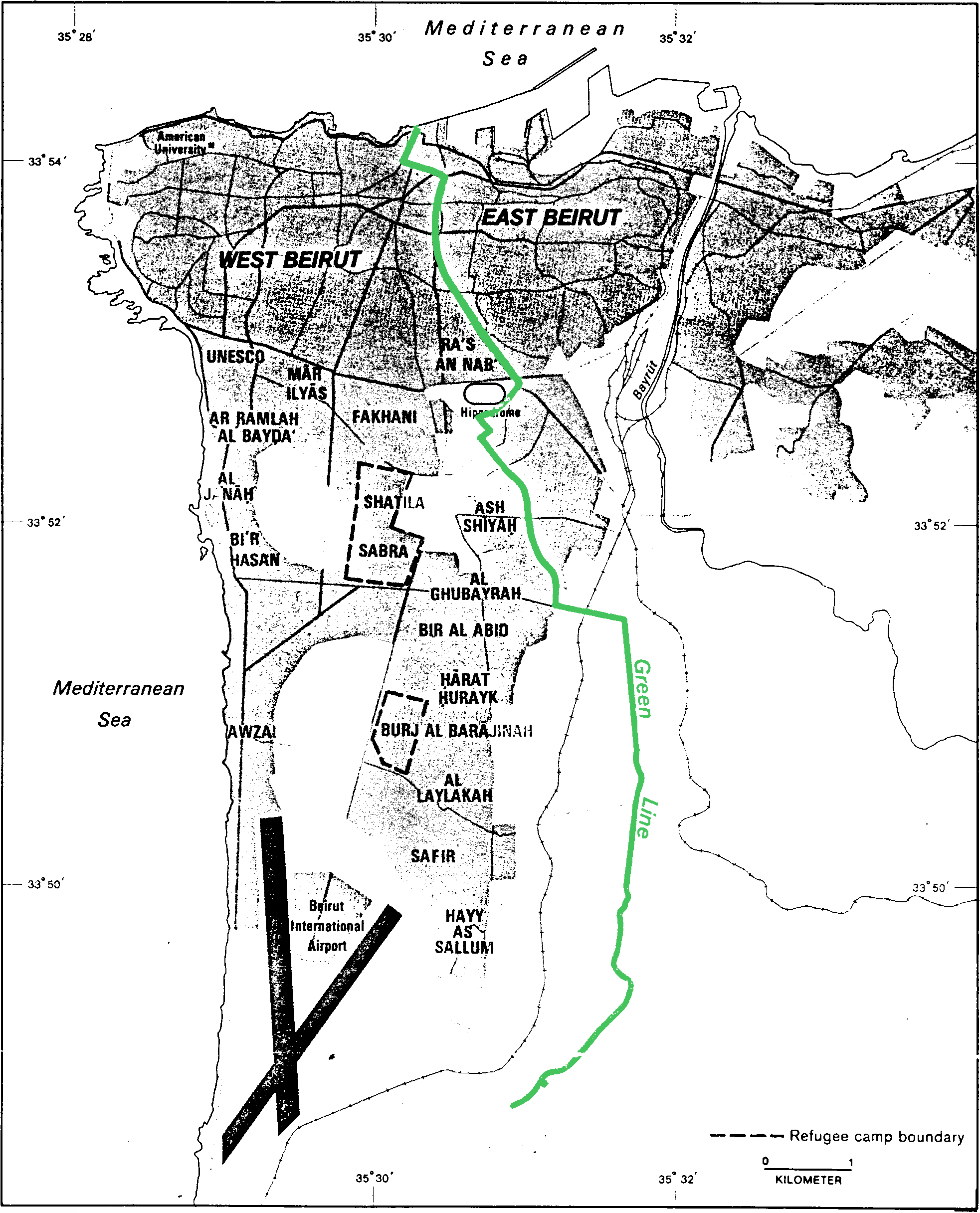
خريطة وكالة المخابرات المركزية الأمريكية لأحياء بيروت عام 1986، والتي تظهر الخط الأخضر

الخط الأخضر، كان خط فصل في بيروت، لبنان، خلال الحرب الأهلية اللبنانية من 1975 إلى 1990. فصل بين الفصائل المسلمة في غرب بيروت ذات الأغلبية المسلمة عن شرق بيروت ذات الأغلبية المسيحية التي كانت تسيطر عليها الجبهة اللبنانية. ومع استمرار الحرب الأهلية، أصبح أيضًا يفصل بين السنة والشيعة. في بداية الحرب الأهلية، لم يكن الانقسام مطلقًا حيث كان بعض المسلمين يعيشون شرق الخط الأخضر وبعض المسيحيين في غرب بيروت؛ لكن مع استمرار الحرب، أصبح كل قطاع أكثر تجانسًا مع مغادرة الأقليات للقطاع الذي كانوا فيه.
يشير اسم "الخط الأخضر" إلى لون النباتات التي نمت في المنطقة التي لم تكن مأهولة بسبب الحرب. وعلى الرغم من أن الخط كان يُعرف عادة باسم "الخط الأخضر"، فإنه كان يُسمى أحيانًا "خط الترسيم". كان يمتد عمومًا من شمال بيروت إلى جنوبها، وكان الشارع الرئيسي الذي يتبع هذا الخط هو شارع دمشق.
لم يكن هناك خط رسمي أو أمن مستمر، ولكن كان من الشائع وجود نقاط تفتيش تابعة للميليشيات على الحدود بين المنطقتين، وكان الناس يضطرون للمرور عبرها عند عبورهم من منطقة إلى أخرى، كما اتخذ القناصة من أسطح المباني مواقع لهم. تعرضت العديد من المباني على طول الخط الأخضر لأضرار بالغة أو دُمرت خلال الحرب. ومع ذلك، منذ انتهاء الأعمال العدائية، أعيد بناء العديد من المباني في إطار مشروع التجديد الحضري لشركة سوليدير في وسط بيروت.

## تاريخ

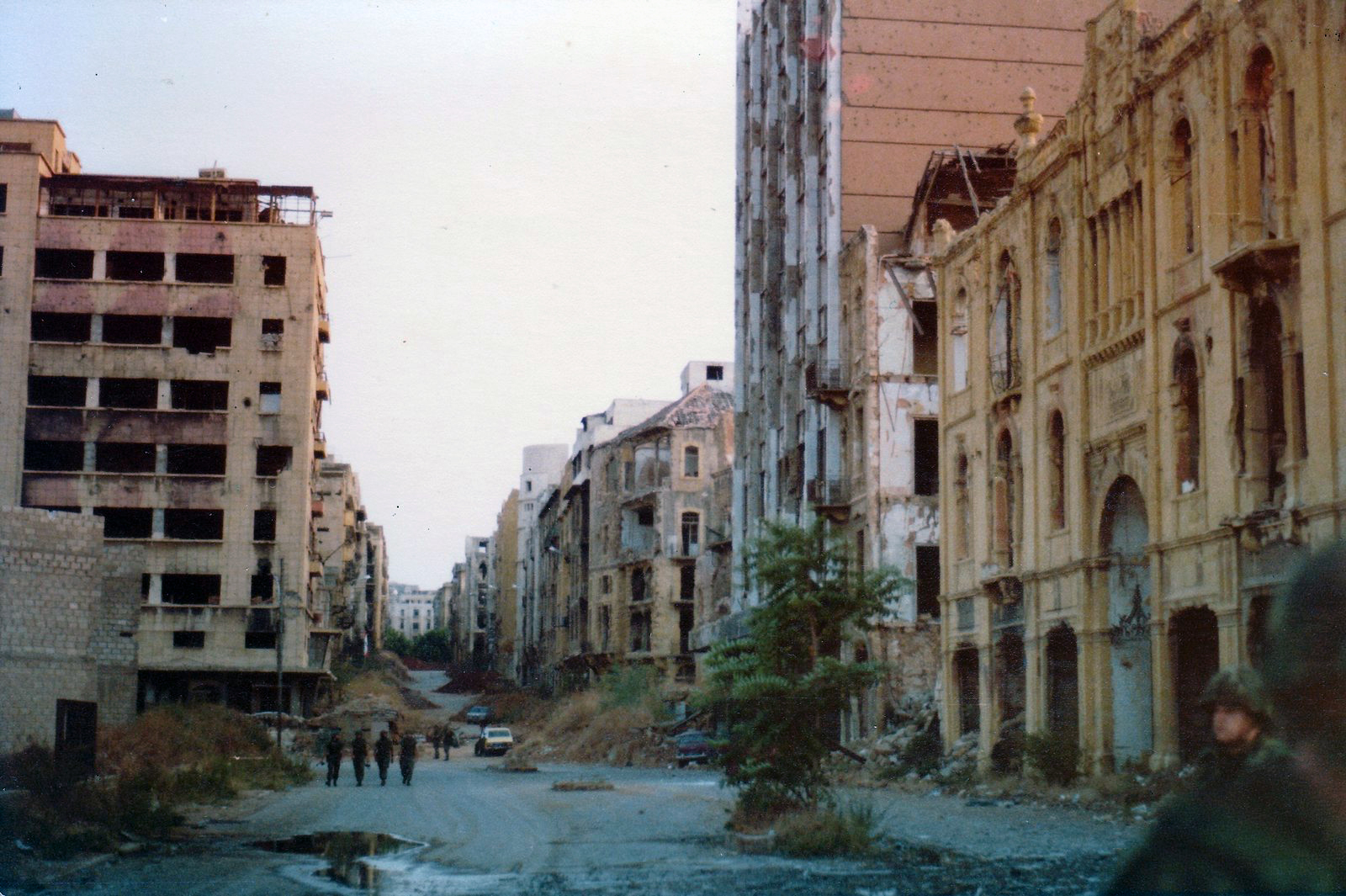
الخط الأخضر، بيروت، 1982

### حصار بيروت الغربية
كان الخط الأخضر نقطة ضعف لكلا جانبي بيروت الغربية والشرقية. خلال حصار إسرائيل لبيروت الغربية، حاصرت القوات المسلحة الإسرائيلية بيروت الغربية ونشرت الدبابات على طول الخط الأخضر.

### الانسحاب السوري
بعد انسحاب القوات السورية من بيروت الشرقية في أغسطس 1982، تم إرسال جيش التحرير الفلسطيني إلى الخط الأخضر تحت قيادة السوريين. قوبل وجود جيش التحرير الفلسطيني على جانبي الخط بمعارضة من السكان في كلا المنطقتين.